# 庙底沟博物馆
庙底沟博物馆又稱庙底沟仰韶文化博物馆，是位於中華人民共和國河南省三门峡市陕州区迎宾大道与召公路交叉口东侧的一個博物館，於2021年10月17日開業。博物馆由清华大学设计。博物馆的大厅内的有雕塑。博物館內的展览分为基本陈列、临时展厅、数字展厅、专题展览。博物館的玻璃展柜内有彩陶以及近4000件文物，其中有不少是仰韶文化的的文物和彩陶。